# Вірафон Вічума
Вірафон Вічума (тай. วีรพล วิชุมา, нар. 10 серпня 2004) — таїландський важкоатлет, срібний призер Олімпійських ігор 2024 року, чемпіон світу.

## Результати
| Рік              | Місце                      | Вага             | Ривок            | Ривок            | Ривок            | Ривок            | Поштовх          | Поштовх          | Поштовх          | Поштовх          | Загалом          | Місце            |
| Рік              | Місце                      | Вага             | 1                | 2                | 3                | Місце            | 1                | 2                | 3                | Місце            | Загалом          | Місце            |
| Олімпійські ігри | Олімпійські ігри           | Олімпійські ігри | Олімпійські ігри | Олімпійські ігри | Олімпійські ігри | Олімпійські ігри | Олімпійські ігри | Олімпійські ігри | Олімпійські ігри | Олімпійські ігри | Олімпійські ігри | Олімпійські ігри |
| ---------------- | -------------------------- | ---------------- | ---------------- | ---------------- | ---------------- | ---------------- | ---------------- | ---------------- | ---------------- | ---------------- | ---------------- | ---------------- |
| 2024             | Париж, Франція             | до 73 кг         | 148              | 152              | 152              | Н/Д              | 190              | 194              | 198              | Н/Д              | 346              | 2                |
| Чемпіонат світу  |                            |                  |                  |                  |                  |                  |                  |                  |                  |                  |                  |                  |
| 2023             | Ер-Ріяд, Саудівська Аравія | до 73 кг         | 145              | 150              | 154              | 2                | 190              | 190              | 195              | 1                | 349              | 1                |
| 2022             | Богота, Колумбія           | до 67 кг         | 143              | 147              | 147              | 3                | 175              | 175              | 180              | 3                | 323              | 3                |
| Азійські ігри    |                            |                  |                  |                  |                  |                  |                  |                  |                  |                  |                  |                  |
| 2022             | Ханчжоу, Китай             | до 73 кг         | 151              | 154              | 156              | Н/Д              | 190              | 195              | 195              | Н/Д              | 351              | 2                |
| Чемпіонат Азії   |                            |                  |                  |                  |                  |                  |                  |                  |                  |                  |                  |                  |
| 2023             | Чінджу, Південна Корея     | до 73 кг         | 146              | 150              | 154              | 4                | 186              | 190              | 192              | 1                | 342              | 2                |